# Таскескен (Урджарський район)
Таскеске́н (каз. Таскескен) — село у складі Урджарського району Абайської області Казахстану. Адміністративний центр Кониршаулинського сільського округу.
Населення — 2404 особи (2021; 2999 у 2009, 4225 у 1999, 5279 у 1989).
Національний склад станом на 1989 рік:
- казахи — 100 %